# Дейоней
Дейоней (також Ейоней, дав.-гр. Δηιονεύς / Êioneus) — персонаж давньогрецької міфології, батько Дії. 
До Дії посватався цар лапітів Іксіон, пообіцявши за неї багатий викуп. Але згодом він відмовився дати своєму тестю узгоджені весільні подарунки, тому Дейоней взяв як заставу коней Іксіона. Відразу після весілля розлючений Іксіон зіштовхнув тестя в яму з палаючим вугіллям, в якій Дейоней заживо згорів.